# Nemi élet szabadsága és a nemi erkölcs elleni bűncselekmények
A nemi élet szabadsága és a nemi erkölcs elleni bűncselekmények a hatályos magyar Büntető Törvénykönyv (2012. évi C. törvény) Különös részének XIX. fejezetében foglalt bűncselekmények csoportja.

## A fejezetbe tartozó bűncselekmények
- Szexuális kényszerítés
- Szexuális erőszak
- Szexuális visszaélés
- Vérfertőzés
- Kerítés
- Prostitúció elősegítése
- Kitartottság
- Gyermekprostitúció kihasználása
- Gyermekpornográfia
- Szeméremsértés

## A korábbi szabályozás
Az 1978. évi IV. törvény ezeket a bűncselekményeket a XIV. fejezet: A házasság, a család, az ifjúság és a nemi erkölcs elleni bűncselekmények tartalmazta, amelynek a II. címe alá tartoztak "A nemi erkölcs elleni bűncselekmények".